# История на Европа
Историята на Европа (Europa) е всенародна история на континент Европа от първото му заселване до днес.

## Име
Името „Европа“ произлиза от атическата старогръцка дума Εὐρώπη (Eurṓpē), чието произношение е [e͜ʊrɔ͜ɔ́pɛ͜ɛ]. Дорийската старогръцка дума е Εὐρώπα, което название е възприето и в българския език. Предполага се, че думата е съставена от εὐρύς – „широк“, и ὤψ/ὠπ-/ὀπ – „очи, поглед, взор“, сиреч „този, който има широк поглед“. Има и предположения за семитския произход на думата.
Европа е наречена на Европа, дъщеря на финикийския цар Агенор от древногръцката митология.

## Праисторическа Европа
Появяване на хората в Европа. Палеолит и мезолит.
Най-древните известни хора, обитавали Европа, са от вида Homo georgicus и населяват днешна Грузия преди около 1,8 милиона години.

### Европа през Новокаменната епоха
По време на неолита в различни части на Западна и Южна Европа се изграждат мегалитни паметници, като Стоунхендж.

### Европа през Бронзовата епоха (3200 пр. Хр. – 600 пр. Хр.)
Бронзовата епоха в Европа започва в края на 3 хилядолетие пр.н.е. с културата на камбановидните чаши.

### Европа през Желязната епоха
През този период финикийската колонизация поставя началото на първите градове по европейското Средиземноморие.
Културното развитие на Италийския полуостров и в земите на днешна Гърция довежда до класическата Античност.

## Антична Европа (600 пр. Хр. – 600 сл. Хр.)

### Късна Античност (300 – 600)
Обхваща времето от IV до VI в. сл. Хр. Най-важното събитие, което настъпва, е упадъкът на Западната Римска империя, подложена на непрестанни набези на преселващи се народи от изток.
Когато през 312 г. император Константин превзема Рим под знака на кръста, скоро след това, през 313 г., издава Миланския едикт, с който обявява законността на християнството в Римската империя. В допълнение, столицата е преместена от Рим във Византион, която самият той именувал Nova Roma, сиреч Нов Рим, а впоследствие станал известен като Константинопол, сиреч градът на Константин. През 395 г. християнството става държавното вероизповедание на Римската империя, но това е и моментът, в който се слага край на обединеното ѝ съществуване. Тя е разделена на две части: западна – с център Равена, и източна – с център Константинопол. През 476 г. е завладяна от херулския владетел Одоакър.

## Средновековие (395 – 1453)
Различават се два вида Средновековие: латинско (западноримско) и византийско (източноримско) поради присъщите особености на събитията в двете половини на Европа.

### Развито Средновековие (ок. 1001 – 1300)
През времето на Развитото Средновековие се осъществяват кръстоносните походи като ответ на предходните четиривековни мюсюлмански завоевания на Светите земи и други християнски земи като Северна Африка, Египет и Сирия. Създават се и много от известните християнски братства, известни като „ордени“. Сред тях са Орденът на хоспиталиерите и Орденът на тамплиерите (1099), Тевтонският орден (1190), Францисканският орден (1208), Доминиканският орден (1214).
Възникват и занаятчийските сдружения, известни като гилдии, от които след време ще се появят свободните зидари. Готическата архитектура се заражда през XII век във Франция и до началото на Ренесанса е известна като „франкски произведения“ (Opus Francigenum).
Между 1271 и 1292 г. венецианският търговец и пътешественик Марко Поло осъществява своето пътуване до Далечния Изток, следвайки Пътя на коприната, което става предпоставка за последващо засилване на обмена между Китай и Европа.

### Късно Средновековие (ок. 1301 – 1500)
В Югозападна Европа се върви към край на Реконкистата, докато в Югоизточна Европа се случват обратните събития: обширни земи са завоювани от мюсюлмани в лицето на османските турци. В Западна Европа се води Стогодишната война (1337 – 1453) – военен сблъсък, в който основни действащи лица са Кралство Англия и Кралство Франция. Основната цел на англо-норманите е да си върнат Нормандия. В същата година, в която приключва Стогодишната война, византийският град Константинопол, след двумесечна обсада, пада в ръцете на османските турци. Според някои историци това е и краят на Късното Средновековие, други го поставят в 1492 г., когато е открита Америка, а трети дори в 1789 г., когато феодализмът окончателно е пред своя край, а във Франция е вече унищожен.
Между 1346 и 1353 г. (7 години) от Южна към Северна Европа се разпространява пандемия, която бързо обхваща целия континент и според различни източници покосява между 1/3 и 1/2 от населението на Европа – Черната смърт. Според съвременните учени по всяка вероятност става въпрос за бактерията Yersinia pestis, която причинява няколко разновидности на чумата, сред които и бубонната чума. Смята се, че в световно измерение през XIV век Черната смърт е намалила населението на света от ок. 450 милиона души до 350 – 375 милиона души и то не може да се възстанови на равнищата си преди пандемията чак до XVII век. Освен демографски, обаче, тази епидемия предизвиква и редица резки верски, обществени и стопански промени със силно влияние върху хода на европейската история. Евреите са подложени на гонения и обвинявани за разпространението на пандемията чрез отравяне на източниците на питейна вода за населението. През февруари 1349 г. в Страсбург са убити 2000 евреи, през август същата година в Майнц и Кьолн еврейските общности са унищожени. През 1351 г. 60 по-големи и 150 по-малки еврейски общности са разрушени. Поради невъзможността на тогавашните лекари да обяснят произхода на болестта и да предложат лечение, европейците се обръщат към астрологията, земетресенията и въпросното отровителство от страна на евреите. Съвременникът им Джовани Бокачо, обаче, подлага на съмнение подобни обяснения.
През 1448 г. в немския град Майнц е направено съдбоносно изобретение. Печатницата, която създава немецът Йоханес Гутенберг, от една страна позволява усиленото печатане на индулгенции, което се превръща в основен заряд на Реформацията и срещу което остро ще възрази Мартин Лутер през 1517 г., а от друга, позволява на лютеранските и калвинистки проповедници бързо да разпространят новите си идеи и да се противопоставят на римския епископ.
През 1478 г. е създадена Испанската инквизиция, която е официален държавен орган, пряко подчинен на владетеля. Първоначално тя има за цел да покръсти всички мюсюлмани и евреи в земите на Арагон и Кастилия, но по-късно бива използвана за борба срещу Реформацията.

## Ранномодерна Европа (1492 – 1789)
За начало на този период се приема 1492 г., когато е открита Америка от Колумб, който смята, че е достигнал Индия, пътувайки на запад, защото това е била целта, която си е поставил. През този период се осъществява и преместването на стопанския център на Европа от Южна Европа към Западна Европа, който процес немският социолог Вернер Зомбарт разглежда подробно в своята книга „Евреите и модерният капитализъм“. Според Зомбарт самият Колумб е бил евреин. През същата 1492 г. Фердинанд II Арагонски и Изабела I Кастилска издават Алхамбрийския декрет, с който евреите са прогонени от Арагон и Кастилия. Според Зомбарт именно предизвиканото мащабно движение на евреите от юг и изток на северозапад (към тогавашните Франция, Англия, Холандия и западните части на Свещената римска империя) измества стопанския център на Европа и дава облика на модерния капитализъм. В Ранномодерна Европа се случва и друго важно събитие – Реформацията, за което друг немски социолог – Макс Вебер, твърди, че допринася за зараждането на капитализма.
Краят на Ренесанса обикновено се датира към 1550 г., която се възприема за начало на Епохата на абсолютизма, чийто упадък започва с Френската революция от 1789 г. и към 1800 г. вече е в своя край, отстъпвайки място на националните държави.

### Ренесанс (ок. 1200 – ок. 1550) и Реформация (ок. 1450 – ок. 1600)
Ренесансът е период, който бележи прехода от Средновековието към Новото време и освобождаването от догматизма на католическата църква. В Източна Европа Църквата продължава да има авторитет, защото една част от народите се намират под теократичната власт на османските султани. Въпреки това, стенописи от Боянската църква в София свидетелстват за ренесансово мислене, поне що се отнася до изображенията в изкуството и по-точно в стенописта. Видни представители на Ренесанса са Данте Алигиери и Франческо Петрарка.
За най-широки граници на Реформацията може да се приемат 1419 г., когато започват Хуситските войни, и 1648 г., когато е подписан Вестфалският мирен договор. Обикновено, обаче, началото се слага по-късно – през 1517 г., когато Мартин Лутер оповестява своите 95 тезиса във Витенберг.
През 1534 г. възниква и Йезуитският орден като реакция спрямо започналата Реформация на Мартин Лутер и опит да се спаси католицизмът. Техните постижения достигат отвъд първоначалната цел за борба с Реформацията – завземат позиции в мюсюлманския свят и Новия свят.

### Колонизация (1492 – 1820) и меркантилизъм (XVI в. – XVIII в.)
Поредица от технологични подобрения създават условия за осъществяването на търсенето на нови земи и богатства. Испанците и португалците заимстват от арабите устройството на плавателен съд, известен под името каравела, който позволял по-добро управление от страна на моряците. Две от трите му мачти са с триъгълни платна, като с времето фок-мачтата приема квадратно платно.

### Просвещение (1715 – 1800)
Просвещението е мощно движение за всеобща обществена промяна. В центъра е поставен човекът с неговите способности да изучава и да мисли разумно. С това просвещенците се противопоставят на суеверието и свръхестественото, което е особеното за религиите, в частност християнството в Европа.

### Епохата на абсолютизма (ок. 1610 – ок. 1789)
Епохата на абсолютизма бележи отрязък от европейската история, в който властта и богатството на страната са съсредоточени във владетеля. Това се олицетворява от известния израз на френския крал Луи XIV: „L'etat, c'est moi!“, или „Държавата, това съм аз!“. Основната причина да се водят войни вече не е вярата, а равновесието на силите. Това се обуславя и от властващата икономическа доктрина, а именно тази на меркантилизма. Според някои историци този период започва през 1550 г., когато се счита, че приключва Ренесансът, а според други началото му е около 1610 г.

## От революции към създаване на империи (1789 – 1871)

### Френската революция (1789 – 1793)
Френската революция е преломно събитие за хода на европейската история, което сваля стария ред във Франция, отменя съсловното делене, разделя църквата от държавата и отваря път на републиканизма в Европа. Полагат се основите на всички съвременни политически течения, възникват политическите идеи за „ляво“ и „дясно“.

### Френски революционни войни (1792 – 1802)
Във военно отношение френските революционни войни водят до възраждането на професионалните армии и появяването на тоталната война, която определя облика на всички последвали военни сблъсъци.

### Испанската война за независимост (1808 – 1814)
Испанската война за независимост е епизод от Наполеоновите войни. В 1807 г. Испания и Френската империя са съюзници и заедно нахлуват в Португалия, но година по-късно Френската империя се обръща срещу испанците, след което през 1808 г. Испания влиза в съюз с Обединеното кралство на Великобритания и Ирландия и Кралство Португалия, насочен срещу Наполеон Бонапарт. Войната продължава шест години, като последният ѝ етап, между 1812 и 1814 г., е част от Войната на Шестата коалиция. Наполеон е победен и заточен на средиземноморския остров Елба, между Корсика и Тоскана в Италия.

### Войни за обединението на Германия (1864 – 1871)
Към края на 18 век монарсите на двете големи държави – Австрия и Прусия осъзнават необходимостта от промени и в рамките на просветения абсолютизъм извършват реформи, укрепващи държавите им в икономическо и военно отношение. След разпадането на Свещената римска империя през 1815 г. е създаден Германският съюз (на немски: Deutscher Bund) – конфедерация на германските държави, но тя трае само до 1866 г. когато двете държави започват война, от която победител излиза Прусия. През 1867 г. е създаден Северногерманският съюз (на немски: Norddeutscher Bund) под пруска доминация, който включва всички немски княжества на север от река Майн. Съюзът служи като непосредствен повод за пълното германско обединение четири години по-късно в единна Германска империя.

### Полша
Някога силната средновековна Полша е единствената голяма европейска страна, която не успява да изгради държавните структури, характерни за абсолютизма, и изпада в перманентна слабост, като в последните години на XVIII век е поделена от своите съседи – Русия, Прусия и Австрия – и изчезва като самостоятелна сила. Полското кралство (известно и като Конгресна Полша), създадено по силата на решенията на Виенския конгрес, се намира в лична уния с Руската империя. През ноември 1815 г. руският император Александър I дава на поляците либерална конституция, утвърждава нов герб и назначава правителство, което отменя митническата граница между Полското кралство и останалата част от империята. След смъртта му новият император Николай I усилва русификацията, а след антируското Ноемврийско въстание от 1830 г. наказва Полското кралство, като го лишава от автономния му статут, ликвидира полската армия и възстановява митническата граница.
Следващият руски император, Александър II, амнистира участниците във въстанието по случай своята коронация през август 1856 г., но след седем години, през 1863 г., избухва ново антируско въстание, известно под името Януарско въстание.

## Belle Époque: Хубавото време (1871 – 1914)
От Френско-пруската война от 1871 г. до избухването на Първата световна война в Европа се наблюдава период на дълготраен мир без войни и революции. Това се отнася предимно за централните и западните части на континента, като в югоизточните му части все пак има военни действия като Босненското въстание и Сръбско-турската война от 1875 г., Априлското въстание в българските земи и последвалата Руско-турска война от 1877 – 78 г., Сръбско-българската война от 1885 г. и Гръцко-турската война от 1897 г. Но тези конфликти са с ограничено влияние за континента и настъпилият мир способства за бързо икономическо и научно оживление. Засилва се търговията между отделните региони на континента, бурно се разраства мрежата от железници и мостове, промишлените мощности и индустриализацията достигат нови области. Технологичният прогрес претърпява силен тласък с нови научни достижения в металургията, химията, прохождащата електрификация. В културния живот на големите европейски градове също настъпва оживление. Строят се все повече и повече театри и опери, пишат се все повече литературни произведения, драматургични постановки, опери и оперети, възникват нови стилове в изобразителното изкуство. Големите европейски държави се ориентират във външната си политика към колонизирането на нови региони на световната карта. В политическия живот на континента господстващите дотогава либерализъм и консерватизъм са изправени пред силната конкуренция на бурно набиращия популярност сред растящата работническа класа радикален социализъм. В началото на ХХ век колониалните противоречия и преразпределението на международните пазари започва да генерира отново политическо напрежение напрежение като Мароканската криза например и евентуално това довежда до формирането на военно-политическите блокове на Сърдечната Антанта и Тройния съюз и до избухването на Първата световна война.

## Първата половина на ХХ век: От регионални към световни войни (1912 – 1945)
Балканите продължават да тлеят, през 1908 г. Царство България вече е обявило независимост от Османската империя, създават се съюзи, които първоначално имат за цел да изтласкат османците от Балканите, но после обстоятелствата обръщат тези кроежи срещу България. Междувременно искри се разгарят и в други части на Европа и също се образуват съглашения между различните държави. Между 1914 и 1918 г. се води Първата световна война, а от нея най-важната последица е установяването на болшевиките на власт в Русия и три години по-късно създаването на СССР, първата държава на работническата класа, устроена според постановките на марксизма-ленинизма. Версайската система от договори, с която са уредени границите и взаимоотношенията между европейските държави след 1918 г., обаче, заплашва още веднъж да разклати Европа и просто трябва да се налее повече масло в огъня. Поради непремерени действия на Федералния резерв на САЩ започва поредица от борсови и стопански сривове, които биват означени като Голямата депресия (1929 – 1933). През 1933 г. на власт в Германия идва Адолф Хитлер, който в следващите 6 години системно ще поставя под съмнение Версайската система и ще отменя една по една разпоредбите на договорите, които Германия е подписала в 1918 г. В същото време в Италия е установен режимът на Мусолини, чиято идеология е известна под името фашизъм. През 1939 г. започва Втората световна война, най-кръвопролитната в история на човечеството.

### Втората световна война (1939 – 1945)
Най-важната последица от Бретън-Уудската конференция е превръщането на американския долар в равна по значение на златото тъкмо защото доларът е със закотвен обменен курс спрямо тройунция злато, а всяка друга валута е конвертируема в долар, а оттам и в злато. Обвързването на долара със златото ще трае до 1971 – 73 г., когато след поредица от петролни кризи Бретън-Уудската система ще се разпадне и ще бъде заменена от петродолара.

## Втората половина на ХХ век: Студена война (1945 – 1991)

### Обособяване на лагерите и разделяне на света на сфери на влияние
От 17 юли до 2 август 1945 г. се провежда Потсдамската конференция, на която са взети решения от страните победителки за следвоенната съдба на Германия. Германия е лишена от голяма част от земите си на изток, които преминават в ръцете на Полша, РСФСР и Литовската ССР като съставни части на СССР. Германия губи и второто си по важност средоточие на тежката промишленост – Горна Силезия.
Във връзка с нуждата от нов ред в света и нарастващото противопоставяне между САЩ и СССР, през 1946 г. в Кралство Гърция избухва гражданска война, която се води между Гръцката комунистическа партия, подкрепяна от СССР и съюзните му страни, включително и България, и законната власт в Кралството, подкрепяна от САЩ и Великобритания. През 1949 г. комунистите са победени и Кралство Гърция става част от НАТО, с което действие отбранителният съюз се разпростира и в Егейско море.
През 1949 г., след като въпросите за съдбата на Германия вече са решени, е създаден отбранителният съюз на Северноатлантическия договор (НАТО) с основна цел да сдържа СССР. През същата година, от другата страна на Желязната завеса, е създаден СИВ. През 1955 г., в отговор на НАТО, е подписан Варшавският договор.
През 1953 г. в ГДР избухва въстание срещу комунистическата власт, не без помощта на тайните служби на страните на запад от Желязната завеса, който опит обаче се оказва неуспешен, защото с помощта на съветските власти е потушен. Въстанието в ГДР от юни, при което Щази успява да залови 218 агенти на организацията „Гелен“, предвестник на западногерманското външно разузнаване BND, е започнато от строителни работници, които на 16 юни обявяват стачка и започват поход към правителствените сгради, тъй като ръководителите им са им заявили, че възнагражденията им ще бъдат орязани, ако не изпълнят зададените нормативи. За събитията бързо е съобщено по радиото в Западен Берлин, поради което и на много други места в Източна Германия започват стачки, като в определен момент въвлечените достигат 1 000 000 души.
Три години по-късно, през 1956 г., в Унгария също избухва въстание, насочено срещу комунистическата власт.
През 1954 г. започват сбирките на обществото на Билдербергите, които имат за цел да насърчават евроатлантизма, връзките САЩ-ЕС, запазването на западния пазарно ориентиран капитализъм.

### Проектът за Обединена Европа (1957-)
Франция, обезпокоена от това, че Германия в лицето на ФРГ може отново да застраши мира в Европа, като налага дневния ред, създава идеята за Обединена Европа, в която всички страни си сътрудничат. Неслучайно първо е създадена Европейската общност за въглища и стомана (1951), с което се поставя под надзор промишлеността на ФРГ.
С Римските договори от 1957 г. са положени основите на Европейската общност от Белгия, Западна Германия, Италия, Люксембург, Нидерландия и Франция.

### 60-те години на ХХ век в Европа: на поход за социален либерализъм
Шестото десетилетие на ХХ век е изпълнено с много напрежение и опасности от започване на нова световна война. При тези условия както в Западна Европа, така и в Източна Европа се задвижва процес на изискване на повече граждански права, демократизация, разбиване на старите порядки и преосмисляне на обществените отношения. В САЩ и Западна Европа се осъществява сексуалната революция, раждат се пацифизмът, хипи културата, политическо влияние придобиват идеите на Франкфуртската школа и възниква движение, наречено Новата левица, което в значителна степен ще повлияе на ЕС. Подобно на Просвещението от XVIII и XIX век, авторитетът на християнството и Църквата е поставен под въпрос. През 60-те години започва и масовата емиграция на хора от Африка, предимно Северна Африка, и Азия, но най-вече от Близкия изток, във връзка с недостига на работна ръка сред западноевропейските страни. В Източна Европа, в Чехословакия, се ражда идеята за изграждане на „социализъм с човешко лице“, но Пражката пролет е потушена от СССР и неговите съюзници.
В стопанско отношение сред най-важните събития е създаването на петролния картел ОПЕК през 1960 г., който в следващите 50 години, и до днес, ще продължи да оказва силно влияние.

### 70-те години на ХХ век в Европа: петродоларът като елемент на световния ред
Събития като разпадането на Бретън-Уудската парична система, петролната криза от 1973 г. и войната от деня Йом Кипур и създаването на петродолара с влиянието си не подминават и Европа – пряко или косвено.

### 80-те години на ХХ век в Европа: от Перестройка към край на Студената война
В Източна Европа начело на СССР застава Михаил Горбачов, който предприема действия за реформиране на болшевишкия комунизъм, които стават известни като Перестройка.

### 90-те години на XX век в Европа
ГФР и ГДР се обединяват във ФРГ, което е сред най-важните геополитически събития в началото на 90-те, най-вече заради водещата стопанска роля на ФРГ, която ще се очертае в следващите две десетилетия.
В Източна Европа започва преходът от социализъм към капитализъм и демокрация. Ще бъде извършено и част от разширението на ЕС.
На Западните Балкани разпадът на Югославия протича по болезнен начин, който достига до етнически конфликти.

## Европа в XXI век
В началото на новото хилядолетие Европа претърпява стопански подем до 2008 г., когато Световната финансово-икономическа криза започва да се отразява на стопанската деятелност и заетостта, а към това се добавя и дълговата криза, засегнала правителствата на страните от Южна Европа (Португалия, Испания, Италия, Гърция, Кипър, отчасти Франция) и Ирландия. В демографско отношение Европа се бори с ниска раждаемост и коефициенти на заместване под нужния минимум от 2,1 деца на жена, засилена имиграция, която от 2015 г. вече са определя и като нашествие. В политическо отношение традиционните партии са поставени под въпрос и набират сила националистически партии като отговор на властващия социален либерализъм в ЕС.